# Kanton Availles-Limouzine
Kanton Availles-Limouzine (fr. Canton d'Availles-Limouzine) je francouzský kanton v departementu Vienne v regionu Poitou-Charentes. Skládá se ze čtyř obcí.

## Obce kantonu
- Availles-Limouzine
- Mauprévoir
- Pressac
- Saint-Martin-l'Ars